# Vagn Henning Hansen
Vagn Henning Hansen som regel nævnt som Henning Hansen (født i Præstø 31. december 1914, død 14. januar 1994 i Odder) var en  dansk komponist. Vagn Henning Hansen var søn af maskin- og cykelhandler Hans Jacob Hansen og husmor Elisabeth Petrea Hansen (født Sørensen). Vagn Henning Hansen komponerede musikken til flere af Halfdan Rasmussens tekster til de velkendte børnesange, f.eks. Mariehønen Evigglad, Den lille frække Frederik, Hundred mus med haler på og Posemandens bil.
Vagn Henning Hansen arbejdede i en årrække, blandt andet som lærer på Egmont Højskolen. Han var næstældst i en børneflok på syv og voksede op i en familie, hvor musikken havde stor betydning, og hvor de fleste familiemedlemmer spillede et eller flere instrumenter. For Vagn Henning Hansens vedkommende var det klaver og guitar.
 Der er for få eller ingen kildehenvisninger i denne artikel, hvilket er et problem. Du kan hjælpe ved at angive troværdige kilder til de påstande, som fremføres i artiklen.